# بيل سميث (لاعب كرة قاعدة)
بيل سميث (بالإنجليزية: Bill Smith)‏ هو لاعب كرة قاعدة أمريكي، ولد في 8 يونيو 1934 في واشنطن العاصمة في الولايات المتحدة، وتوفي في 30 مارس 1997 في كلينتون في الولايات المتحدة.

## وصلات خارجية
- بيل سميث على موقع دوري كرة القاعدة الرئيسي (الإنجليزية)
- بيل سميث على موقعبيزبول رفرنس.كوم (الدوري الرئيسي) (الإنجليزية)
- بيل سميث على موقعبيزبول رفرنس.كوم (الدوري الثانوي) (الإنجليزية)